# Betsy Ancker-Johnson
Betsy Ancker-Johnson, född 29 april 1927 i Saint Louis i Missouri, död 2 juli 2020 i Austin i Texas, var en amerikansk fysiker och ingenjör. Hon blev mest känd för sin forskning inom plasmafysik och uppfinningen av en signalgenerator som kunde generera signaler med väldigt hög frekvens.

## Biografi
Ancker-Johnson var yngst av tre och familjen flyttade runt mycket på grund av faderns militärtjänst. Av sina äldre bröder fick hon ärva en cykel och hon fördrev tiden med att ta isär och reparera cykeln. I grundskolan ville hon läsa träslöjd istället syslöjd och hemkunskap men möttes av motstånd från skolans rektor. På fritiden fick hon ändå lära sig att använda verktyg av sin bror och senare när bröderna hade flyttat hemifrån var det hon som fixade och lagade saker i hemmet.
Så småningom gifte hon sig och fick fyra barn.

## Utbildning
Ancker-Johnson avlade kandidatexamen i fysik vid Wellesley College i Massachusetts år 1949 och doktorerade vid Tübingens universitet i Tyskland 1953.
Under åren på Wellesley College kom hon i kontakt med den tyska fysikern Hedwig Kohn som agerade både lärare och mentor till Ancker-Johnson. Det vad bland annat Kohn som inspirerade doktorandstudierna i Tyskland. 

## Karriär
Ancker-Johnson publicerade flera viktiga forskningsartiklar inom plasmafysik under 1950-talet då hon jobbade på bland annat University of California, Berkeley. På 1960-talet och tidigt 1970-tal både arbetade hon på Boeing, först som forskare och sedan i chefsposition, samtidigt som hon undervisade vid University of Washington. Det var hos Boeing hon utvecklade sin mest kända uppfinning, en signalgenerator som fungerar med hjälp av halvledande material i magnetiska och elektriska fält. Året 1973 valdes hon till biträdande sekreterare för teknik och vetenskap vid USA:s handelsdepartement, och blev därmed den första kvinnan i departementet. Sex år senare, 1979, blev hon första kvinnliga direktören i bilindustrin då hon tog rollen som direktör för General Motors.

## Kvinna i fysik
Även om Ancker-Johnson inte önskade att bli ihågkommen bara för att hon var en kvinna i fysik, utan hellre för sina prestationer, var hon väl medveten om de extra utmaningar detta medförde. Dessa fick hon chans att tala om på ett möte med American Physical Society med temat Women in Physics år 1971.
På Tübingens universitet fick hon till exempel höra av sina föreläsare att kvinnor inte kan tänka analytiskt, och att hon alltså måste vara på jakt efter en make och inte seriöst inställd till sin karriär. Tillbaka i USA konstaterade hon att “en kvinna inom fysik måste vara dubbelt så målmedveten som en man med samma kompetens för att uppnå lika mycket som han”, då hon upplevde hur svårt det var för en kvinna att få jobb i branschen. Dessutom fick hon utstå diskriminering i samband med sina graviditeter.